# クジャクのダンス、誰が見た?
『クジャクのダンス、誰が見た?』（クジャクのダンス、だれがみた?）は、浅見理都による日本の漫画作品。『Kiss』（講談社）にて、2022年9月号から2025年4月号まで連載。
TBS系の「金曜ドラマ」枠でテレビドラマ化され、2025年1月から放送された。

## あらすじ
プロローグ
ある日、主人公の女子大生 山下心麦は、自宅への放火によって元警察官の父親 春生を亡くしてしまう。
早々と「放火殺人犯」として逮捕されたのは、放火の前歴があり先日出所した33歳の遠藤友哉。友哉は、22年前に春生が捜査を担当した、富豪の林川一家6人が殺害された『東賀山事件』の犯人・遠藤力郎の息子であった。
序盤
葬儀後、心麦はラーメン屋台の店主・染田進から、春生が生前預けていた封筒を受け取る。そこには、「もし自身が殺され、名前を挙げた人物たちのうちの誰かが逮捕されたら冤罪であるため、弁護を依頼してほしい」と記された手紙と、弁護費用300万円が同封されていた。
その手紙には「友哉の名前」が挙げられいたことから、心麦は春生が名指ししていた弁護士 松風義輝に弁護を依頼する。松風は「友哉との面会」を経て、彼の弁護を引き受けることにし、2人は事件の真相に迫っていく。(第1巻まで)
中盤
黙秘している友哉から松風が手渡されたノートには、東賀山事件を追っている記者 神井孝に会うよう書かれていた。神井が独断で行ったDNA鑑定によると、心麦と父親が親子である可能性は「限りなく低い」という鑑定結果だった。(第2巻まで)
神井の持っていた録画テープには、春生が「遠藤力郎が冤罪であったこと」を友哉に謝罪する内容であり、独自に捜査した真相をマスコミに暴露しようとしていた事が判明する。春生が残した手紙に書かれていたのは、『東賀山事件』の関係者たちの名前であった。
一方、ラーメン屋の染田が「友哉に依頼され、春生が残したとされる手紙の偽造をしていた」と自供。釈放された染田は、心麦に「嘘の供述をした」と打ち明けた後、河川敷で亡くなっていた所を発見される。
終盤
心麦が生まれた産婦人科医の阿波山京一郎・助産師の高畑まのかに面会した2人は、22年前のビデオを見せられる。それにより心麦は、『東賀山事件』で唯一生き残った赤ん坊 林川 歌であり、阿波山が出生届を偽造して「山下夫妻の養子」になった経緯が判明する。その深夜、阿波山と高畑の2人は、石油ストーブの火事で亡くなる。(第6巻まで)
心麦も家族ぐるみで親しくしていた、警視庁捜査一課係長の赤沢 正への疑いが深まっていく。心麦たちは、リストの最後の一人で、認知症になっている廣島育美に面会するが、彼女には「オカちゃん」という親しい人物がいたことを知る。
ラスト
妻に疑いもった赤沢は、睡眠薬を盛られて自宅マンションから突き落とされる。その現場に松風と心麦が踏み込むと、そこには京子の隣に、これまで心麦たちに協力してきた弁護士の鳴川がいた。事件の黒幕は、赤沢の妻・赤沢京子(旧姓 吉岡京子)であった。
22年前、林川乃梨子に出資してもらい「WRウォーター」を軌道に乗せた京子は、成功志向が人一倍に強く、林川安成と不倫して妊娠。赤沢と離婚して林川家に入る計画であった。しかし乃梨子に反対され、赤ん坊の歌だけが林川家に引き取られることになった。しかし、気の触れた妻の里子によって一家4人が殺害され、襲ってきた里子を安成が絞殺。林川家の名誉を守るため、安成は自殺を選び、その後始末を京子は頼まれていたのだ。
春生が再捜査していることを知った京子は、睡眠薬を盛って春生を殺害。『東賀山事件』の主任検事であった弁護士鳴川徹を脅して協力させ、染田を共同して殺害し、阿波山・高畑らの殺害を指示していたのだ。
そして、京子こそが「林川歌の産みの親」であることが判明し、それは「心麦の実母」であることを意味していた。
エピローグ
妻の京子によって、高層マンションから突き落とされた赤沢刑事は、運よく自動車の上に落下して軽傷で済み、車椅子での入院生活をしていた。
その後、遠藤友哉は誤認逮捕として釈放され、父親の遠藤力郎も冤罪が認められて再審開始となり、死刑執行と拘置が停止されて刑務所から釈放される。心麦は父の墓参りに行った際に、「ジャングルまで付き添う」という約束を守ってくれた松風に感謝を伝える。
数年後、警察官となり「白バイ隊員」になった心麦が描かれたところで、物語は終わりを告げる。

## 登場人物

### 山下家
山下 心麦（やました こむぎ）
本作の主人公。大学生。元警察官の父親を殺された娘。父が遺した手紙を手がかりに真相を追う。
山下 春生（やました はるお）
元警察官。心麦の父。クリスマスイブの日に、心麦に手紙を残した後、何者かに自宅で殺害され、放火される。

### 弁護士
松風 義輝（まつかぜ よしてる）
心麦の父・春生が手紙で指定した弁護士。春生殺害事件の容疑者である遠藤友哉の弁護を担当する。
波佐見 幸信（はさみ ゆきのぶ）
弁護士。松風の幼なじみで、法律事務所の共同経営者。
鳴川 徹（なるかわ とおる）
弁護士。春生が傍聴していた裁判の弁護士で元検事。松風らに協力する。

### 警察・検察
赤沢 正（あかざわ ただし）
警視庁捜査一課係長。かつては春生とともに東賀山事件を担当した。春生の殺害犯として、友哉を逮捕し、取り調べる。
阿南 由紀（あなん ゆき）
検察庁本部係検察官。春生殺害事件を担当。赤沢に友哉を起訴できるよう証拠を集めるように指示する。
秋貞 隆雄（あきさだ たかお）
赤沢の部下。とある事件をきっかけに赤沢に不信感を抱くようになる。

### 手紙のリストにあった人物
遠藤 友哉（えんどう ともや）
春生殺害事件の容疑者。父は東賀山事件の犯人とされる遠藤力郎死刑囚。春生殺害事件に関して黙秘を貫く。
三木田辰雄
東賀山事件の被疑者の弁護人。
津寺井幸太
東賀山事件の被害者である林川家の親族。唯一生存した赤ん坊・林川歌の後見人。
阿波山京一郎
産婦人科医。幼少期の心麦の主治医。春生と赤沢に依頼され、心麦の出産届の偽造に手を貸した。
高畑まのか
助産師。夫のDVから逃げて、阿波山宅で暮らすようになる。
廣島育美
心麦の実父である、林川安成とは不倫の関係であった。現在は、脳梗塞になったことから病院に入院してリハビリ中であり、認知症の症状が出ている。

### その他
神井 孝（かみい たかし）
週刊時代の記者。東賀山事件について調べており、心麦の周囲を嗅ぎ回っている。
染田 進（そめだ すすむ）
ラーメン屋台店主。かつて警察に逮捕されたときに春生の励ましによって更生し、春生や心麦と親交がある。春生から手紙を預かる。
久世 正勝（くぜ まさかつ）
松風の父親。赤沢の同僚刑事だったが、窃盗の疑いをかけられ、懲戒免職となる。その後、行方不明となる。
赤沢 京子
赤沢正の妻。心麦が養子になった経緯について知っており、心麦には隠していた。
幼少期には、両親に育児放棄されており、実弟は死亡。その後は施設に入所。
東賀山事件の関係者である廣島育美とは、一緒に仕事をしていた。

## 作風
作者の浅見理都の前作『イチケイのカラス』ではコメディ要素があったが、本作にはそれがなく、本格クライムサスペンスとして描かれている。
ヒンディー語で「ジャングルの中で踊るクジャクのダンス、誰が見た？」ということわざがあり、「目撃者がいなくても、価値があると言えるのか？」という意味を持つ。タイトルにはこれが使用されており、本作におけるクジャクのダンスとは「事件の真相」にあたり、すべてが伏線に見えるよう描かれている。
『Kiss』の編集長の冨澤絵美によると、「本格ミステリーを貫く父と子の絆の物語」が描かれている作品である。ブログ「マンガ食堂」の管理人の梅本ゆうこによると、「シリアスなクライムサスペンス」であるため、「男女問わずおすすめ」できる作品であると語られている。

## 反響・評価
2022年11月11日に単行本第1巻が発売され、『Kiss』の編集長の冨澤絵美によると発売直後から話題となっていた。2023年9月7日発売の『CREA』（文藝春秋）秋号にて発表された「夜ふかしマンガ大賞2023」にて3位に選出されている。同年12月13日発売の『このマンガがすごい！2024』のオンナ編にて4位を獲得している。同誌では「真実にたどり着くために必要な姿勢を語る」場面を「ここがすごい！」と評している。
漫画ジャーナリストの加山竜司は本作は「流行の考察系好きには刺さる」作品であるといい、「情感豊かな主人公の表情も◎」と評している。

## 書誌情報
- 浅見理都 『クジャクのダンス、誰が見た?』講談社〈KC Kiss〉、全7巻
  1. 2022年11月11日発売[講 1][5]、ISBN 978-4-06-529545-8
  2. 2023年4月13日発売[講 2]、ISBN 978-4-06-531248-3
  3. 2023年8月10日発売[講 3]、ISBN 978-4-06-532465-3
  4. 2023年12月13日発売[講 4]、ISBN 978-4-06-533540-6
  5. 2024年4月12日発売[講 5]、ISBN 978-4-06-534940-3
  6. 2024年11月13日発売[講 6]、ISBN 978-4-06-537209-8
  7. 2025年3月13日発売[講 7]、ISBN 978-4-06-538981-2

## テレビドラマ
2025年1月24日から3月28日までTBS系「金曜ドラマ」枠で放送された。主演は広瀬すず。

### キャスト

#### 主要人物
山下心麦（やました こむぎ） / 林川歌（はやしかわ うた）〈22〉
演 - 広瀬すず（事件時:石川幸依、幼少期：夏目ひより、3歳時：水谷莉緒、写真時:瀬脇捺愛）
大学生。2003年2月6日生まれ。
松風義輝（まつかぜ よしてる）
演 - 松山ケンイチ（幼少期：間藤陽向）
弁護士。心麦とともに事件を究明する。
山下春生（やました はるお）
演 - リリー・フランキー
元警察官。クリスマスイブの夜に自宅で亡くなる。
神井孝（かみい たかし）
演 - 磯村勇斗（幼少期：白鳥廉）
雑誌「週刊ジダイ」の記者。心麦の周辺を執拗に嗅ぎまわり、彼女に春生たちとの血縁はないのではないかと疑う。

#### 周辺人物
波佐見幸信（はさみ ゆきのぶ）
演 - 森崎ウィン
松風の幼なじみで弁護士事務所の共同経営者。
染田進（そめだ すすむ）
演 - 酒井敏也
心麦と春生が通う屋台ラーメン店の店主。
赤沢京子（あかざわ きょうこ）
演 - 西田尚美（幼少期：児玉すみれ）
正の妻。世話好きで料理上手。
山下静香（やました しずか）
演 - 仙道敦子
心麦の母。心麦が小学校1年生のときに病気で亡くなった。
木村夏美（きむら なつみ）
演 - 原日出子
春生の姉。
ありさ
演 - 清乃あさ姫
心麦の小学校時代からの友人で同じ大学の法学部に通う学生。
久世正勝〈65〉
演 - 篠井英介（episode.5・6・8）
松風の父親。元警察官。松風が小学5年生の時に離婚して以降、行方不明。
松風美希
演 - 宮崎美子（episode.5・8）
松風の母。福岡で書道教室を営む。

### 警察・検察関係者
阿南由紀（あなん ゆき）
演 - 瀧内公美
検事。検察庁「本部係」の女性初の検事。
赤沢正（あかざわ ただし）
演 - 藤本隆宏
春生の捜査一課時代の部下。久世正勝の部下でもある。
赤沢守（あかざわ まもる）
演 - 野村康太
正の息子。警察官。
秋貞隆雄（あきさだ たかお）
演 - 絃瀬聡一
捜査一課の若手刑事。
西陣誠（にしじん まこと）
演 - 斉藤優（パラシュート部隊）
東賀山署の刑事。春生の放火殺人事件を担当する。

### 東賀山事件の関係者
遠藤力郎（えんどう りきろう）
演 - 酒向芳
死刑囚。22年前の東賀山一家6人殺害事件の犯人。元庭師。
遠藤友哉（えんどう ともや）〈34〉
演 - 成田凌（幼少期：湯田幸希、吉里紀汰）
力郎の息子。春生への放火殺人の容疑者。
友哉の母（episode.2）
演 - 森下ひさえ
力郎の妻。友哉が小さいころ、家を出ていっている。
三木田辰雄（episode.4・5）
演 - 石丸謙二郎
東賀山事件で、遠藤力郎死刑囚の弁護人を務めた弁護士。春生の手紙の中に名前があった。
鳴川徹
演 - 間宮啓行（episode.6 - 10）
生前、山下春生が裁判を傍聴しに来ていた元検事の豊沢法律事務所の弁護士。心麦たちの協力者となる。
津寺井幸太
演 - 鳥谷宏之（episode.7・9）
東賀山事件の被害者の林川安成の従兄弟。生き残った歌を引き取ったとされる。春生の手紙の中に名前があった。
阿波山京一郎
演 - 井上肇（episode.7）
阿波山産婦人科医院の医師。当時、林川歌の出生証明書を偽造するよう赤沢に頼まれた。春生の手紙の中に名前があった。
高畑まのか
演 - 大島蓉子（episode.7）
阿波山産婦人科医院の助産師。現在は京一郎の妻。心麦の母子手帳の記録を書き換えた。
廣島育美
演 - 池谷のぶえ（episode.9・10）
ウッドリバーウォーター株式会社の元代表取締役社長。現在の姓は太田で、立崎総合医療センターに入院している。赤沢京子とは長年の友人。春生の手紙の中に名前があった。

### 林川家
林川安成〈享年42〉
演 - 野間口徹（episode.1・7・9・10）
東賀山事件で殺された一家の父親。里子の夫。
林川里子〈享年33〉
演 - 安藤輪子（episode.1・5・7・10）
東賀山事件で殺された一家の母親。安成の妻。
林川乃梨子〈享年66〉
演 - 金子早苗（episode.1・7・10）
東賀山事件で殺された一家の祖母。安成の母。
林川明宏〈享年74〉
演 - 三差長雄（episode.1・7・10）
東賀山事件で殺された一家の祖父。安成の父。
林川奏太〈享年9〉
演 - 加藤瑛人（episode.1・5・7・8・10）
東賀山事件で殺された一家の子供。安成、里子の長男。
林川音〈享年7〉
演 - 梶山かんな（episode.1・7・10）
東賀山事件で殺された一家の子供。安成、里子の長女。
林川歌〈当時0〉
演 - 石川幸依（episode.2・6・7・9・10）
この事件で唯一生き残った林川家の次女。事件後に山下小麦という名前に変えられており、山下春生の娘ということになっている。

#### ゲスト

##### episode.1
アナウンサー
声 - 皆川玲奈（TBSアナウンサー、episode.2）

##### episode.2
立花
演 - オクイシュージ（episode.5・6）
週刊ジダイ 編集長。神井孝の上司。
刑事
演 - 岩瀬亮
力郎逮捕の後、幼い友哉から話を聞く刑事。
記者
演 - 上田遥
母親からとされる手紙を持って友哉の前に現れる週刊誌の記者。
片岡
演 - 堀内充治
友哉が働いていた運送会社の上司。殺人者の息子だからとクビにした友哉に自宅を放火される。
刑事
演 - 大森嘉之、神田青
上司宅を放火した友哉を取り調べする2014年東賀山署の刑事。
アナウンサー
声 - 藤森祥平（TBSアナウンサー）
林川一家の惨殺事件の一報を伝える。
演 - 伊藤隆太（TBSアナウンサー、episode.4・5）
力郎に死刑判決が出たことを裁判所前からリポートする。
記者
演 - 宮瀬なこ
林川家の事件後に遠藤宅に取材に押し寄せる記者たちの中で、「美人だから」と力郎に部屋に招かれる女性記者。

##### episode.4
染田進の妻
演 - 伊藤麻実子
進の経営する畳店が倒産した後、幼い子ども・悟を連れて家を出て行っている。
若い男
演 - 佐久間美波（episode.9）
染田進をクスリ漬けにして悪事に手を染めさせた男。
医師
演 - 荒川浩平
搬送された染田進を処置した医師。
事務官
演 - 谷風作（episode.6・9）
阿南由紀の検察事務官。
店員
演 - 渡邉香那
松風と神井が会った珈琲店ピースの店員。
エミ
演 - 小井圡菫玲
自作自演でスカーフを切り、小学生の心麦を犯人扱いした同級生。
小学生
演 - 浪越小百合、水谷瑚々、堀天愛那
エミの仲間。

##### episode.5
弁護士
演 - 布施勇弥
松風が講師を務めた弁護士ゼミ、刑事事件の勉強会で質問する弁護士。

##### episode.6
阿南の母
演 - 有森也実
阿南由紀の母親。
阿南の夫
演 - 山岸門人
同僚だった阿南由紀と結婚した夫。後に離婚。
女性
演 - 松浦りょう
津寺井幸太が心麦に見せた写真に写っていた女性。東賀山事件の生存者の林川歌で、現在はシンガポールの大学に留学中と説明していた。
容疑者
演 - 肥田日向
1998年、赤沢が強圧的に取り調べをした容疑者。

##### episode.7
園長
演 - 原ふき子
林川歌が保護されていた「花ヶ丘乳児院」の園長。
上司
演 - 椙本滋
2002年、東賀山事件の捜査本部で津寺井幸太を任意で呼び出すよう山下と赤沢に命じる。
刑事
演 - 市川大貴（episode.9・10）
2002年、東賀山一家6人殺害事件の現場の林川邸の2階で生存者の赤ん坊を発見する。
店員
演 - 後藤亜希
心麦が松風と訪れたレストラン「ヒマワリ亭」の店員。

##### episode.8
管理官
演 - 唐沢龍之介（episode.9）
捜査一課。
店主
演 - ゴリけん
博多長浜のラーメン屋台「伸龍」の店主。
アナウンサー
声 - 吉村恵里子
阿波山産婦人科の火事について伝える。
客
演 - 矢野ぺぺ、ひより、ノボせもんなべ、髙橋秀斗、たかおぽん、土居祥平、中野勇助、北島タツロウ
ラーメン屋台の客。

##### episode.9
職員
演 - 板倉武志
立崎総合医療センター職員。
次席検事
演 - 小沼朝生
遠藤友哉を起訴することを阿南由紀に迫る検察庁の次席検事。
裁判官
演 - 滝裕二郎
2004年、遠藤力郎に死刑判決を言い渡す。
刑事
演 - 浅見和哉
捜査一課の若手刑事。
女の子
演 - 浦上双葉
鳴川徹がベンチで途方に暮れる公園で遊ぶ女の子。

### スタッフ
- 原作 - 浅見理都『クジャクのダンス、誰が見た?』（講談社「Kiss」所載）[3]
- 脚本 - 金沢知樹[3]、長花枝薪、萩森淳
- 音楽 - 桶狭間ありさ[64]
- 主題歌 - Ado「エルフ」（ユニバーサル ミュージック）[14]
- 警察監修 - 志保澤利一郎（チーム五社）[64]
- 法律監修 - 市川寛（かなえ国際法律事務所 弁護士）[64]
- 演出 - 田中健太、青山貴洋、福田亮介、棚澤孝義[3]
- プロデュース - 中島啓介、内川祐紀、丸山いづみ[3]
- 製作 - TBSスパークル、TBS[3]

### 放送日程
| 話数                                                      | 放送日  | サブタイトル                                              | 脚本              | 演出     | 視聴率 |
| --------------------------------------------------------- | ------- | --------------------------------------------------------- | ----------------- | -------- | ------ |
| episode.1                                                 | 1月24日 | 最愛の父が遺した秘密 ―時代を超えた無上の愛が今、動き出す― | 金沢知樹          | 田中健太 | 7.8%   |
| episode.2                                                 | 1月31日 | 地獄に堕ちても知りたい秘密―死刑囚父子が掴んだ光           | 金沢知樹          | 田中健太 | 6.4%   |
| episode.3                                                 | 2月07日 | 逆転ー溢れ出す裏切り者の欲望…私の知らない父の顔           | 金沢知樹          | 青山貴洋 | 6.3%   |
| episode.4                                                 | 2月14日 | 運命が覆る22年間の告白―反転する天国と地獄                 | 金沢知樹          | 田中健太 | 6.3%   |
| episode.5                                                 | 2月21日 | 襲いかかる宿命ー秘められた弁護人の本心                    | 金沢知樹          | 青山貴洋 | 6.2%   |
| episode.6                                                 | 2月28日 | 暴走する危険な正体!退路なき娘の強行策                     | 金沢知樹          | 棚澤孝義 | 6.1%   |
| episode.7                                                 | 3月07日 | 決着!父が託した愛の始まりー私が掴んだ希望                 | 長花枝薪 金沢知樹 | 福田亮介 | 6.8%   |
| episode.8                                                 | 3月14日 | 揺るぎない親子愛の果てー信念が導く場所                    | 金沢知樹 萩森淳   | 福田亮介 | 6.6%   |
| episode.9                                                 | 3月21日 | 最終章 前編 〜真犯人の告白!サヨナラ私が走った旅路の最果て | 金沢知樹 長花枝薪 | 青山貴洋 | 6.5%   |
| episode.10                                                | 3月28日 | 辿り着いた真実〜父を信じた娘が起こす愛の奇跡              | 金沢知樹 長花枝薪 | 田中健太 | 7.0%   |
| 平均視聴率 6.6%（視聴率は関東地区・ビデオリサーチ社調べ） |         |                                                           |                   |          |        |

| TBS系 金曜ドラマ                               | TBS系 金曜ドラマ                                        | TBS系 金曜ドラマ                                    |
| 前番組                                         | 番組名                                                  | 次番組                                              |
| ---------------------------------------------- | ------------------------------------------------------- | --------------------------------------------------- |
| ライオンの隠れ家 （2024年10月11日 - 12月20日） | クジャクのダンス、誰が見た? （2025年1月24日 - 3月28日） | イグナイト -法の無法者- （2025年4月18日 - 6月27日） |